# Rijksbeschermd gezicht Bronkhorst
Gezicht Bronkhorst is een van rijkswege beschermd stadsgezicht in Bronkhorst in de Nederlandse provincie Gelderland. De procedure voor aanwijzing werd gestart op 10 december 1969. Het gebied werd op 24 juni 1971 definitief aangewezen. Het beschermd gezicht beslaat een oppervlakte van 179,3 hectare.
Panden die binnen een beschermd gezicht vallen krijgen niet automatisch de status van beschermd monument. Wel zal de gemeente het bestemmingsplan aanpassen om nieuwe ontwikkelingen in het gebied te reguleren. De gezichtsbescherming richt zich op de stedenbouwkundige en cultuurhistorische waardering van een gebied en wil het toekomstig functioneren daarvan veiligstellen.